# Тринидадско-южноафриканские отношения
Тринидадско-южноафриканские отношения — дипломатические отношения между Южно-Африканской Республикой и республикой Тринидад и Тобаго, установленные 10 января 1995 года. Обе страны являются членами британского Содружества наций.

## История
Попытки установить двусторонние отношения между государствами не предпринимались вплоть до падения режима апартеида в ЮАР. 20 января 1995 году впервые были установлены отношения между двумя странами, а в 1998 году Верховный комиссар ЮАР Т. Лутули-Гкабаше представила свои верительные грамоты дипломатам Тринидада и Тобаго. В 1999 году на конференции министров стран Содружества наций присутствовали представители ЮАР и Тринидада и Тобаго.
В 2001 году состоялся визит господина Руфуса Матибе на острова с целью развития культурного сотрудничества между двумя странами: в 2002 году была установлена договорённость о проведении Карибского карнавала в ЮАР под руководством тринидадцев. В 2004 году в Претории был открыт Высший комиссариат Тринидада и Тобаго, а в 2010-е годы Высший комиссариат ЮАР был открыт в Порт-оф-Спейне.

## Торговля
В 2017 году Тринидад и Тобаго экспортировали в ЮАР товары на сумму 17,8 млн. долларов США, а аналогичный объём экспорта из ЮАР в Тринидад и Тобаго составил 7,45 млн. долларов США, причём большую часть экспорта составили грузовики.